# Interzato in grembi ritondati
In araldica il termine interzato in grembi ritondati indica lo scudo diviso in tre campi a grembi rotondi da tre linee curve che si incontrano nel cuore.
Ne esistono due varianti a seconda che le tre linee curve appaiono ruotanti in senso orario (interzato in grembi ritondati a sinistra) o in senso antiorario (interzato in grembi ritondati a destra).

Interzato in grembi ritondati a destra d'argento, d'azzurro e di rosso (stemma di Altdorf, Germania)